# 冷酷的心 (1968年电影)
《冷酷的心》（西班牙語：Corazón salvaje，本地發音：[koɾaˈson salˈβaxe]，意为“狂野的心”）是第二部根据墨西哥作家卡里达德·布拉沃·亚当斯（Caridad Bravo Adams）的同名小说改编的电影，被认为是最接近原作的电影版本。
上一部改编电影拍摄于1956年。1968年版电影，由胡里奥·阿莱曼饰演 “魔鬼”胡安、安赫丽卡·玛丽娅饰演莫妮卡。安赫丽卡·玛丽娅还于1977年版电视剧里出演了同一角色。
本片由上海电影译制厂于1972年译制配音并于1978年上映。

## 剧情
十九世纪末，在波多黎各首府圣胡安，庄园主弗朗西斯科（Francisco）之子雷纳托（Renato）成为律师归来，他与阿依媚（Aimée）订了婚。但阿依媚与弗朗西斯科的私生子、走私船长“魔鬼”胡安（Juan del Diablo）有着男女关系，而阿依媚的妹妹修女莫妮卡（Monica）则一直深爱着雷纳托。
当年弗朗西斯科将胡安以养子的名义收养在庄园时，雷纳托与胡安兄弟感情很好，但雷纳托之母索菲亚（Sofia）恨胡安，于是胡安逃离了庄园，弗朗西斯科在寻找胡安时坠崖丧生，胡安回去后被索菲亚送到前往南美洲的船上遣走。
在雷纳托与阿依媚的婚礼上，胡安前来要求阿依媚随其逃走，阿依媚却不愿意。二人相会时被雷纳托发现，阿依媚谎称胡安与莫妮卡是情人，莫妮卡照顾大局被迫配合阿依媚的谎言，胡安为了报复而当场提出跟莫妮卡结婚，善良的莫妮卡选择了答应。阿依媚提出反对，但雷纳托答应了这桩婚事。
在莫妮卡和胡安成婚后，认识到了对方的善良，二人也逐渐相爱。

## 主要演员及配音
| 演員                               | 角色                       | 中文配音 |
| 胡里奥·阿莱曼 Julio Alemán         | “魔鬼”胡安 Juan del Diablo | 尚华     |
| 安赫丽卡·玛丽娅 Angélica María     | 莫妮卡 Mónica Molnar       | 刘广宁   |
| 特蕾莎·韦拉斯盖斯 Teresa Velázquez | 阿依媚 Aimée Molnar        | 李梓     |
| 曼努埃尔·吉尔 Manuel Gil           | 雷纳托 Renato D'Autremont  | 伍经纬   |
| Beatriz Baz                        |                            |          |
| Miguel Macía                       |                            |          |
| José Baviera                       |                            |          |
| Sara Guasch                        |                            |          |
| Sandra Chávez                      |                            |          |
| Rafael Llamas                      |                            |          |
| Antonio Bravo                      |                            |          |
| Consuelo Frank                     |                            |          |
| Carlos Agostí                      |                            |          |
| Eduardo MacGregor                  |                            |          |
| Víctor Alcocer                     |                            |          |
| Antonio Raxel                      |                            |          |
| Ramiro Orci                        |                            |          |
| Manuel Garay                       |                            |          |
| Juan Antonio Edwards               |                            |          |
| Roberto Haughton                   |                            |          |

## 影响

### 中国大陆
本片在70年代由上海电影译制厂译制配音并在文化大革命结束后的1978年于中国大陆放映，使中国观众接触到了墨西哥文化风情。
1979年，《冷酷的心》和《叶塞尼亚》、《玛利亚》这三部墨西哥电影在中国举办的墨西哥电影周上放映，受到广泛欢迎，中国观众至今仍津津乐道。
1979年9月，本片在上海闸北公园露天放映时，现场涌入上万名观众，使得公安局出动警力维持现场秩序。
女主角安赫丽卡·玛丽娅也因此片备受中国观众的喜爱。
本片也是现任中华人民共和国驻墨西哥大使曾钢看的第一部西班牙语电影。